# Dissimulatio artis
Die dissimulatio artis ist eine Strategie der Rhetorik. Der Begriff entstammt dem Lateinischen und ist mit „Verbergen der Kunst“ zu übersetzen. Unter diesem Vorzeichen wird die Rhetorik als ars celare artem („Kunst, die Kunst zu verbergen“) begriffen. Dieses „Verbergen der Kunst“ meint nichts anderes, als dass die Inszenierung einer Sache, beispielsweise einer Rede, verborgen wird bzw. latent bleibt, sodass der Eindruck von Spontaneität und Authentizität (Uninszeniertheit) entsteht. Auf diese Weise kann Glaubwürdigkeit erzeugt werden.
Der Sache nach findet sich die Konzeption bereits in der aristotelischen Rhetorik, die anweist, „die Rede nicht als gemacht, sondern als natürlich erscheinen [zu] lassen; denn Dieses ist glaubenerweckend“. Im Sinne der dissimulatio artis „die Beredsamkeit […] [zu] verstecken (dissimulare eloquentiam),“ wird insbesondere von Quintilian gefordert. Auch Ovid ist sich der Macht der inszenierten Uninszeniertheit bewusst: „Kunst ist nützlich, wenn sie verborgen bleibt (si latet, ars prodest)“. Und Pseudo-Longinos schreibt über den Gebrauch rhetorischer Figuren schlechthin: Es „scheint eine Figur gerade dann am besten, wenn verborgen bleibt, daß es eine Figur ist.“
Die höfischen Konversationslehren der Frühen Neuzeit knüpfen hieran zum Beispiel mit dem von Castiglione formulierten Konzept der sprezzatura, das heißt einer anzustrebenden anmutigen Lässigkeit an: Es empfehle sich, „eine gewisse Lässigkeit anzuwenden, die die Kunst verbirgt und bezeigt, daß das, was man tut oder sagt, anscheinend mühelos und fast ohne Nachdenken zustandegekommen ist.“